# Лактіонова Юрія Вікторівна
Юлія Лактіонова — українська письменниця дитячої літератури, видавниця та підприємиця. директор видавництва Yakaboo Publishing.

## Життя і творчість
Бакалавр теорії та історії мистецтв у Національній академії образотворчого мистецтва й архітектури (НАОМА). Отримала диплом магістра КНУ ім. Шевченка за напрямком телевізійна журналістика. Працювала у виданнях «Total Film», «КиноДайджест».
Очолювала артвидавництво Nebo Booklab Publishing і була кураторкою проєктів у Nebo Art Gallery.
Входить до Видавничої ради при Департаменті суспільних комунікацій виконавчого органу Київської міської ради (Київської міської державної адміністрації).

## Видані книги
- «Маєчка» (українською та російською) (2015) з ілюстраціями Поліни Дорошенко[3]
- «Перше мереживо Стефанії» (2016) з ілюстраціями Поліни Дорошенко[4]
- «Портрет малої Олі» (2016) з ілюстраціями Анни Гаврилюк[5]
- «Розшукується Зіна» (2017) з ілюстраціями Романи Рубан
- «Що таке відпустка?» (2017) з ілюстраціями Поліни Дорошенко[6]